# Pontiac Silverdome
A Pontiac Silverdome vagy csak egyszerűen: Silverdome egy többfunkciós sportlétesítmény volt Pontiacban, Michiganben, az Egyesült Államokban. 82 000 fős befogadóképességével a legnagyobb stadion volt az NFL-ben. 1975 és 2001 között a Detroit Lions, 1978 és 1988 között az NBA-ben szereplő Detroit Pistons otthona, illetve kisebb detroiti székhelyű csapatok is használták a létesítményt. 
Az 1994-es labdarúgó-világbajnokság egyik helyszíne volt, ahol négy csoportmérkőzést rendeztek. A házigazda Egyesült Államok itt mutatkozott be a tornán. 2002-től a stadion bérlő nélkül maradt és nyolc éven keresztül üresen állt. A növekvő fenntartási költségek miatt a város kénytelen volt eladni és új tulajdonos kezébe került, aki felújította és 2010-ben ismét megnyitotta. Számos eseménynek adott otthont, beleértve futballmeccseket, koncerteket, box-gálákat. 2013-ban a nagyobb hómennyiséget a stadion elavult tetőszerkezete nem bírta el és ismét a bezárás mellett döntöttek, ezúttal véglegesen. 2017-ben a lebontás mellett döntött a tulajdonos. Érdekesség, hogy amikor először megpróbálták felrobbantani a stadion állva maradt. A későbbiekben a stadion még álló részeit szakaszonként bontották le, az utolsó részt 2018 márciusában döntötték le.

## Események

### 1994-es labdarúgó-világbajnokság
| Dátum            | Pályaválasztó    | Eredmény | Vendég      | Forduló   |
| ---------------- | ---------------- | -------- | ----------- | --------- |
| 1994. június 18. | Egyesült Államok | 1 – 1    | Svájc       | A csoport |
| 1994. június 22. | Svájc            | 4 – 1    | Románia     | A csoport |
| 1994. június 24. | Svédország       | 3 – 1    | Oroszország | B csoport |
| 1994. június 28. | Brazília         | 1 – 1    | Svédország  | B csoport |